# Túneles de Galicia (Montevideo)
Los túneles de Galicia son un conjunto de pasos a nivel sobre la calle Galicia y por debajo de las calles Tristán Narvaja, Fernández Crespo y Arenal Grande en Montevideo (Uruguay).  

## Construcción

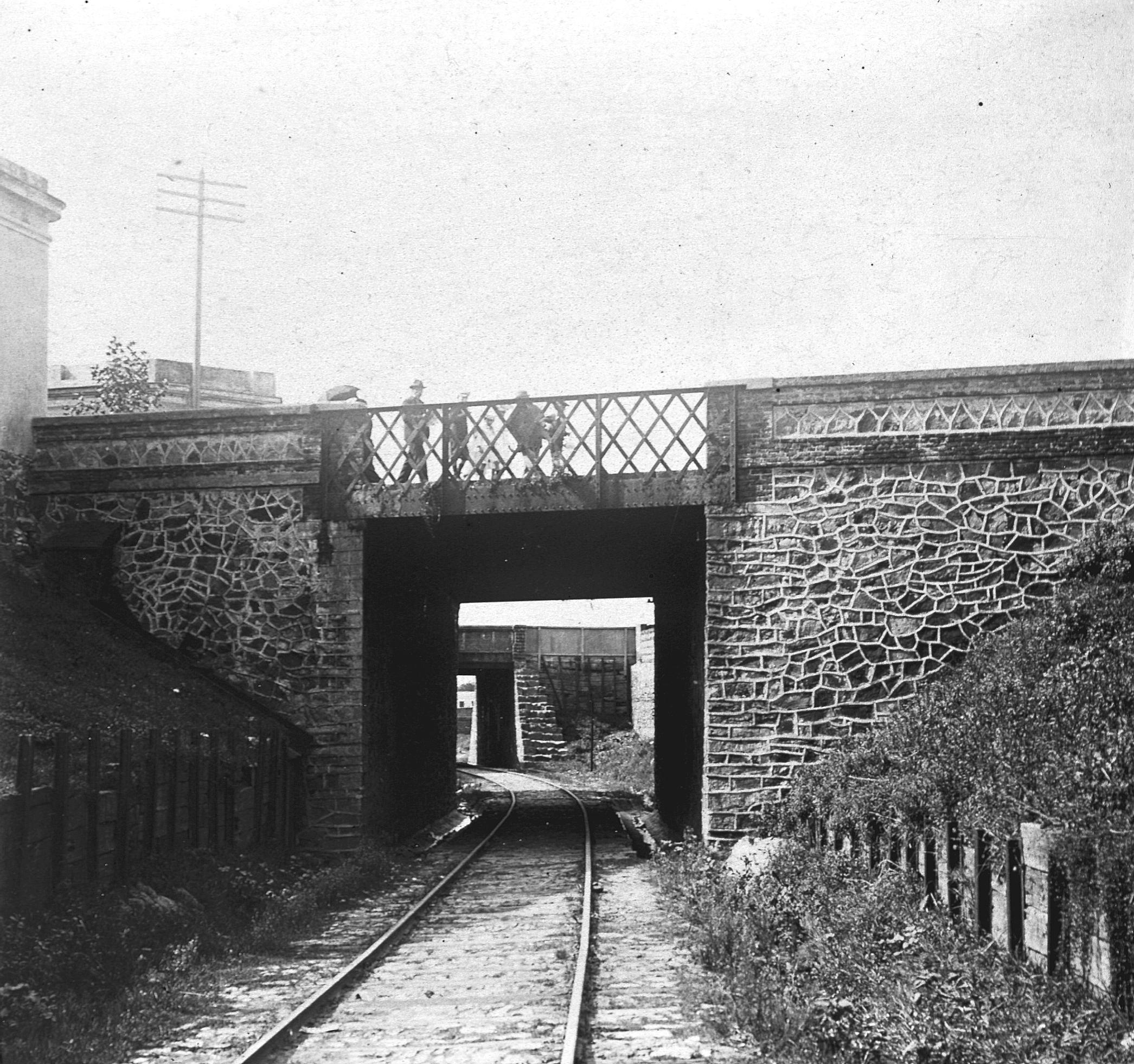
Túneles de Galicia, cuando circulaba el ferrocarril

Los pasos a nivel sobre la hoy calle Galicia fueron construidos en los años 1878 para el ramal del Ferrocarril Uruguayo del Este, único tren que círculo por el área urbana de Montevideo.
El mismo unía Montevideo con las ciudades de Pando y Minas. En 1915 el Ferrocarril Uruguayo del Este es nacionalizado, pasando a ser operado en 1919 por la entonces lAdministración de Ferrocarriles y Tranvías del Estado. En 1938 el servicio es disuelto y las vías comienzan a ser retiradas, posteriormente los túneles se habilitarían para el paso vehicular. 